# علم الأحياء الهوائية
علم الأحياء الهوائية (بالإنجليزية: Aerobiology)‏ هو فرع من علم الأحياء يدرس النقل السلبي للجسيمات العضوية، مثل البكتيريا والأبواغ الفطرية والحشرات الصغيرة جدًا وحبوب اللقاح والفيروسات. لطالما شارك علماء البيولوجيا الهوائية في القياس والإبلاغ عن حبوب اللقاح المحمولة جوًا والجراثيم الفطرية كخدمة لمن يعانون من الحساسية. ومع ذلك، فإن علم الأحياء الهوائية هو مجال متنوع يتعلق بعلوم البيئة وعلوم النبات والأرصاد الجوية ودراسة الأحداث البيولوجية وتغير المناخ.

## نظرة عامة
أول ذكر لعلم الأحياء الهوائية كان في الثلاثينيات من قبل فريد كامبل ماير.جزيئات الجسيمات، والتي يمكن وصفها بالعوالق الهوائية، تتراوح أحجامها بشكل عام من النانومتر إلى الميكرومتر مما يجعل اكتشافها صعبًا.
التبخير الحيوي هي عملية تحول الجسيمات الصغيرة والخفيفة إلى حالة معلقة في الهواء المتحرك. الهباء الحيوي، وهي حبوب اللقاح وجراثيم الفطريات، يمكن نقلها عبر المحيطات، أو حتى السفر حول العالم. بسبب الكميات الهائلة من الميكروبات وسهولة انتشارها، قال مارتينوس بايرينك ذات مرة: "كل شيء موجود في كل مكان، والبيئة تختار". وهذا يعني أن بالعوالق الهوائية موجودة في كل مكان وكان في كل مكان، ويعتمد الأمر فقط على العوامل البيئية لتحديد الباقي. توجد العوالق الهوائية بكميات كبيرة حتى في طبقة الحدود الغلافية الجوية (ABL).لا يزال تأثير هذه التجمعات الجوية على المناخ وكيمياء السحب قيد المراجعة.
تدرس ناسا وغيرها من وكالات الأبحاث المدة التي يمكن أن تظل فيها هذه العوالق الهوائية طافية وكيف يمكن أن تعيش في مثل هذه المناخات القاسية. ظروف الغلاف الجوي العلوي مماثلة للمناخ على سطح المريخ، والميكروبات المكتشفة تساعد في إعادة تعريف الظروف التي يمكن أن تدعم الحياة.